# Amaël Moinard
Amaël Moinard (Cherbourg, França, 2 de fevereiro de 1982) é um ciclista francês que foi profissional entre 2005 e 2019.

## Biografia
Amaël Moinard passou a profissional no final de 2004 na equipa Cofidis.
Em 2007 ganhou uma etapa da Ruta del Sur, terminou décimo primeiro sendo o primeiro francês na Volta à Alemanha e décimo quarto da Volta à Polónia. Graças a estes bons resultados seleccionaram-lhe para a equipa francesa com o fim de disputar a prova em linha dos Campeonatos do Mundo de Stuttgart.
Em julho de 2008, participou em seu primeiro Tour de France. Na 11ª etapa foi cabeça de carreira em solitário até que os seus colegas de escapada lhe apanharam, terminou 12º na etapa, mas foi designado corredor mais combativo da jornada. Terminou esta carreira em 15º lugar da classificação final.
Em 2010, Moinard ganhou a última etapa da Paris-Nice batendo ao sprint ao francês Thomas Voeckler. Ademais conseguiu a classificação da montanha nesta prova.
Em julho de 2019 anunciou a sua retirada ao termo da temporada.

## Palmarés
2007
- 1 etapa da Ruta del Sur

2010
- 1 etapa da Paris-Nice

2014
- 1 etapa do Tour du Haut-Var

## Resultados nas Grandes Voltas e Campeonatos do Mundo
| Carreira           | 2005 | 2006 | 2007 | 2008 | 2009 | 2010 | 2011 | 2012 | 2013 | 2014 | 2015 | 2016 | 2017 | 2018 | 2019 |
| ------------------ | ---- | ---- | ---- | ---- | ---- | ---- | ---- | ---- | ---- | ---- | ---- | ---- | ---- | ---- | ---- |
| Giro d'Italia      | -    | 112º | 46º  | -    | -    | -    | -    | -    | -    | -    | 15º  | -    | -    | -    | -    |
| Tour de France     | -    | -    | -    | 14º  | 64º  | 69º  | 64º  | 45º  | 56º  | 45º  | -    | 45º  | 32º  | 48º  | 92º  |
| Volta a Espanha    | -    | -    | -    | -    | 18º  | -    | -    | 99º  | -    | -    | 59º  | -    | -    | -    | -    |
| Mundial em Estrada | -    | -    | Ab.  | 26º  | -    | -    | -    | -    | 56º  | -    | -    | -    | -    | -    | -    |

-: não participa

Ab.: abandono

## Equipas
- Cofidis (2004[3]-2011)
  - Cofidis, Le Crédit par Téléphone (2004[3]-2008)
  - Cofidis, le Crédit en Ligne (2009-2010)
- BMC Racing Team (2011-2017)
- Fortuneo/Arkéa (2018-10.2019)
  - Fortuneo-Samsic (2018)
  - Arkéa Samsic (2019)[4]